# Гидденс, Джей Ар
Джей Ар Гидденс (англ. J.R. Giddens; родился 13 февраля 1985 года в Оклахома-Сити, Оклахома) — американский бывший профессиональный баскетболист. Учился в университетах Канзаса и Нью-Мексико. На драфте НБА 2008 года был выбран под 30-м номером клубом «Бостон Селтикс». Часть регулярного сезона провёл в клубе Лиги развития «Юта Флэш», в своём дебютном сезоне принял участие в 6 матчах регулярного чемпионата в составе «Селтикс».

## Биография

### Колледж
После окончания школы Джей Ар Гидденс получил спортивную стипендию в Университете Канзаса, баскетбольную команду которого тренировал Рой Уильямс. После ухода Уильямса новый тренер Билл Селф убедил Гидденса остаться в команде. В своём первом сезоне за Канзас Гидденс в среднем за игру набирал 11 очков и был удостоен звания лучшего новичка конференции All-Big 12. В мае 2005 года Гидденса ранили ножом в драке, которую он же сам и начал. Баскетболист получил год условно, после чего перевёлся в Университет Нью-Мексико. По правилам NCAA ему пришлось пропустить один сезон студенческого чемпионата, прежде чем он снова стал играть в баскетбол. Свой четвёртый и последний сезон в студенческом чемпионате Гидденс завершил с показателем 16,3 очков и 8,8 подборов в среднем за игру и разделил звание лучшего игрока конференции Mountain West.

## Профессиональная карьера
26 июня 2008 года Гидденс был выбран под 30-м номером клубом «Бостон Селтикс» на драфте НБА 2008 года. 18 февраля 2010 года Гидденс, Билл Уокер и Эдди Хаус были обменяны в «Нью-Йорк Никс» на Нейта Робинсона и Маркуса Лэндри.
В сентябре 2011 года Гидденс подписал контракт с греческим клубом ПАОК.
В сентябре 2012 года Гидденс подписал контракт с итальянской командой Брешиа, выступающей в итальянской Lega Due.
30 июня 2014 года он подписал контракт с пуэрто-риканским клубом «Вакерос де Байамон»(Vaqueros de Bayamón).
22 ноября 2014 года он подписал контракт с аргентинской командой «Пеньяроль».
В январе 2017 года Гидденс подписал контракт с клубом «Club Trouville» из Уругвайской баскетбольной лиги. В следующем месяце он покинул клуб, приняв участие в пяти матчах. 22 февраля 2017 года он подписал контракт с мексиканским клубом «Mineros de Parral».
22 марта 2018 года Гидденс подписал контракт с клубом «Ferro Carril Oeste» из Национальной баскетбольной лиги Аргентины.

## Статистика

### Статистика в НБА
| Сезон                                                                                    | Команда  | Регулярный сезон | Регулярный сезон | Регулярный сезон | Регулярный сезон | Регулярный сезон | Регулярный сезон | Регулярный сезон | Регулярный сезон | Регулярный сезон | Регулярный сезон | Регулярный сезон | Серия плей-офф | Серия плей-офф | Серия плей-офф | Серия плей-офф | Серия плей-офф | Серия плей-офф | Серия плей-офф | Серия плей-офф | Серия плей-офф | Серия плей-офф | Серия плей-офф |
| Сезон                                                                                    | Команда  | GP               | GS               | MPG              | FG%              | 3P%              | FT%              | RPG              | APG              | SPG              | BPG              | PPG              | GP             | GS             | MPG            | FG%            | 3P%            | FT%            | RPG            | APG            | SPG            | BPG            | PPG            |
| ---------------------------------------------------------------------------------------- | -------- | ---------------- | ---------------- | ---------------- | ---------------- | ---------------- | ---------------- | ---------------- | ---------------- | ---------------- | ---------------- | ---------------- | -------------- | -------------- | -------------- | -------------- | -------------- | -------------- | -------------- | -------------- | -------------- | -------------- | -------------- |
| 2008/09                                                                                  | Бостон   | 6                | 0                | 1,3              | 66,7             | -                | -                | 0,5              | 0,0              | 0,2              | 0,0              | 0,7              | Не участвовал  | Не участвовал  | Не участвовал  | Не участвовал  | Не участвовал  | Не участвовал  | Не участвовал  | Не участвовал  | Не участвовал  | Не участвовал  | Не участвовал  |
| 2009/10                                                                                  | Бостон   | 21               | 1                | 4,7              | 42,9             | 0,0              | 50,0             | 1,0              | 0,3              | 0,2              | 0,0              | 1,1              | Не участвовал  | Не участвовал  | Не участвовал  | Не участвовал  | Не участвовал  | Не участвовал  | Не участвовал  | Не участвовал  | Не участвовал  | Не участвовал  | Не участвовал  |
| 2009/10                                                                                  | Нью-Йорк | 11               | 0                | 12,8             | 48,7             | 0,0              | 63,6             | 2,8              | 0,6              | 0,5              | 0,1              | 4,1              | Не участвовал  | Не участвовал  | Не участвовал  | Не участвовал  | Не участвовал  | Не участвовал  | Не участвовал  | Не участвовал  | Не участвовал  | Не участвовал  | Не участвовал  |
|                                                                                          | Всего    | 38               | 1                | 6,5              | 47,6             | 0,0              | 56,5             | 1,4              | 0,3              | 0,3              | 0,1              | 1,9              | Не участвовал  | Не участвовал  | Не участвовал  | Не участвовал  | Не участвовал  | Не участвовал  | Не участвовал  | Не участвовал  | Не участвовал  | Не участвовал  | Не участвовал  |
| Наведите курсор мыши на аббревиатуры в заголовке таблицы, чтобы прочесть их расшифровку. |          |                  |                  |                  |                  |                  |                  |                  |                  |                  |                  |                  |                |                |                |                |                |                |                |                |                |                |                |

### Статистика в Джи-Лиге
| Сезон                                                                                    | Команда                 | Регулярный сезон | Регулярный сезон | Регулярный сезон | Регулярный сезон | Регулярный сезон | Регулярный сезон | Регулярный сезон | Регулярный сезон | Регулярный сезон | Регулярный сезон | Регулярный сезон | Серия плей-офф | Серия плей-офф | Серия плей-офф | Серия плей-офф | Серия плей-офф | Серия плей-офф | Серия плей-офф | Серия плей-офф | Серия плей-офф | Серия плей-офф | Серия плей-офф |
| Сезон                                                                                    | Команда                 | GP               | GS               | MPG              | FG%              | 3P%              | FT%              | RPG              | APG              | SPG              | BPG              | PPG              | GP             | GS             | MPG            | FG%            | 3P%            | FT%            | RPG            | APG            | SPG            | BPG            | PPG            |
| ---------------------------------------------------------------------------------------- | ----------------------- | ---------------- | ---------------- | ---------------- | ---------------- | ---------------- | ---------------- | ---------------- | ---------------- | ---------------- | ---------------- | ---------------- | -------------- | -------------- | -------------- | -------------- | -------------- | -------------- | -------------- | -------------- | -------------- | -------------- | -------------- |
| 2008/09                                                                                  | Юта Флэш                | 26               | 23               | 36,5             | 57,8             | 27,6             | 68,1             | 6,3              | 3,0              | 1,1              | 1,3              | 17,2             | 4              | 4              | 39,6           | 54,5           | 14,3           | 61,9           | 12,3           | 3,5            | 0,8            | 1,8            | 18,5           |
| 2009/10                                                                                  | Мэн Ред Клоз            | 4                | 4                | 31,5             | 64,4             | 60,0             | 80,0             | 4,5              | 3,0              | 1,0              | 0,5              | 18,0             | Не участвовал  | Не участвовал  | Не участвовал  | Не участвовал  | Не участвовал  | Не участвовал  | Не участвовал  | Не участвовал  | Не участвовал  | Не участвовал  | Не участвовал  |
| 2010/11                                                                                  | Нью-Мексико Тандербёрдс | 17               | 11               | 35,9             | 48,5             | 30,6             | 71,4             | 5,5              | 2,2              | 0,8              | 0,7              | 13,0             | Не участвовал  | Не участвовал  | Не участвовал  | Не участвовал  | Не участвовал  | Не участвовал  | Не участвовал  | Не участвовал  | Не участвовал  | Не участвовал  | Не участвовал  |
|                                                                                          | Всего                   | 47               | 38               | 35,8             | 55,1             | 33,3             | 69,8             | 5,9              | 2,7              | 1,0              | 1,0              | 15,7             | 4              | 4              | 39,6           | 54,5           | 14,3           | 61,9           | 12,3           | 3,5            | 0,8            | 1,8            | 18,5           |
| Наведите курсор мыши на аббревиатуры в заголовке таблицы, чтобы прочесть их расшифровку. |                         |                  |                  |                  |                  |                  |                  |                  |                  |                  |                  |                  |                |                |                |                |                |                |                |                |                |                |                |

### Статистика в NCAA
| Сезон | Команда     | Conf        | Class       | GP  | GS  | MPG  | FG%  | 3P%  | FT%  | RPG | APG | SPG | BPG | PPG  |
| --- | ----------- | ----------- | ----------- | --- | --- | ---- | ---- | ---- | ---- | --- | --- | --- | --- | ---- |
| 2003/04 | Канзас      | Big 12      | FR          | 33  | 29  | 25,9 | 47,5 | 40,7 | 66,7 | 3,6 | 0,8 | 0,7 | 0,6 | 11,3 |
| 2004/05 | Канзас      | Big 12      | SO          | 30  | 21  | 27,7 | 40,4 | 33,7 | 68,0 | 3,8 | 1,4 | 0,8 | 0,7 | 10,1 |
| 2006/07 | Нью-Мексико | MWC         | JR          | 26  | 22  | 30,2 | 44,1 | 30,1 | 59,0 | 6,5 | 2,3 | 0,8 | 0,5 | 15,8 |
| 2007/08 | Нью-Мексико | MWC         | SR          | 33  | 33  | 32,2 | 51,6 | 33,3 | 58,6 | 8,8 | 3,1 | 1,4 | 1,2 | 16,3 |
| Всего | Всего       | Всего       | Всего       | 122 | 105 | 29,0 | 46,4 | 35,0 | 60,2 | 5,7 | 1,9 | 1,0 | 0,8 | 13,3 |
| Канзас | Канзас      | Канзас      | Канзас      | 63  | 50  | 26,7 | 44,1 | 37,1 | 67,3 | 3,7 | 1,1 | 0,8 | 0,7 | 10,7 |
| Нью-Мексико | Нью-Мексико | Нью-Мексико | Нью-Мексико | 59  | 55  | 31,3 | 48,1 | 31,3 | 58,8 | 7,8 | 2,8 | 1,2 | 0,9 | 16,1 |
| Наведите курсор мыши на аббревиатуры в заголовке таблицы, чтобы прочесть их расшифровку Статистика приведена с сайта sports-reference.com |             |             |             |     |     |      |      |      |      |     |     |     |     |      |